# ماتياس غونزاليس (لاعب كرة قدم)
ماتياس غونزاليس (بالإسبانية: Matías González)‏ (3 يناير 1997 في الأرجنتين - ) هو لاعب كرة قدم أرجنتيني في مركز الهجوم. لعب مع نادي لانوس.

## وصلات خارجية
- ماتياس غونزاليس على موقع قاعدة بيانات كرة القدم.إي يو (الإنجليزية)
- ماتياس غونزاليس على موقع Soccerway.com (الإنجليزية)